# Mietków (gemeente)
De gemeente Mietków is een landgemeente in het Poolse woiwodschap Neder-Silezië, in powiat Wrocławski.
De zetel van de gemeente is in Mietków.
Op 30 juni 2004 telde de gemeente 3857 inwoners.

## Oppervlakte gegevens
In 2002 bedroeg de totale oppervlakte van gemeente Mietków 83,3 km², waarvan:
- agrarisch gebied: 68%
- bossen: 11%

De gemeente beslaat 7,46% van de totale oppervlakte van de powiat.

## Demografie
Stand op 30 juni 2004:
| Omschrijving                   | Totaal | Totaal | Vrouwen | Vrouwen | Mannen | Mannen |
| ------------------------------ | ------ | ------ | ------- | ------- | ------ | ------ |
| eenheid                        | aantal | %      | aantal  | %       | aantal | %      |
| inwoners                       | 3857   | 100    | 1949    | 50,5    | 1908   | 49,5   |
| bevolkingsdichtheid (inw./km²) | 46,3   | 46,3   | 23,4    | 23,4    | 22,9   | 22,9   |

In 2002 bedroeg het gemiddelde inkomen per inwoner 1588,64 zł.

## Administratieve plaatsen (sołectwo)
Borzygniew, Chwałów, Domanice, Dzikowa, Maniów, Maniów Mały, Maniów Wielki, Mietków, Milin, Piława, Proszkowice, Stróża, Ujów, Wawrzeńczyce.

## Aangrenzende gemeenten
Kąty Wrocławskie, Kostomłoty, Marcinowice, Sobótka, Żarów